# Station des Rousses
Station des Rousses er et skisportssted i Jurabjergene i Frankrig, i Jura (département). En del af området ligger i kantonen Vaud i Schweiz. Hvert år lægger maraton-skiløbet Transjurassienne vejen forbi Station des Rousses. Om sommeren er byen udgangspunkt for div. friluftsvandringer. Det er også muligt at komme på en oste-rundvisning, idet det er her Comté-osten lagres i huler gravet ind i Jurabjergene.

## Cykling

### Tour de France
Station des Rousses var mål for 7. etape af Tour de France 2010, 165,5 kilometer fra Tournus den 10. juli. Franske Sylvain Chavanel vandt etapen og overtog samtidig den gule førertrøje.
Under Tour de France 2017 var der mål her på 8. etape, hvor Chris Froome beholdt den gule førertrøje efter at franske Lilian Calmejane vandt etapen 37 sekunder foran hollandske Robert Gesink. Calmejane var tæt på at miste etapesejren, da han kun fem km før mål fik kramper i benene. Det lykkedes ham dog at køre først over målstregen.
| År   | Etape | Startby | Distance (km) | Etapevinder            | Gule førertrøje        |
| ---- | ----- | ------- | ------------- | ---------------------- | ---------------------- |
| 2010 | 7     | Tournus | 165,5         | Sylvain Chavanel (FRA) | Sylvain Chavanel (FRA) |
| 2017 | 8     | Dole    | 187,5         | Lilian Calmejane (FRA) | Chris Froome (GBR)     |